# François Van Brussel
François (Frans) Van Brussel, né le 14 juillet 1846 à Stekene et décédé le 17 juillet 1923  à Lokeren est homme politique belge flamand, membre du parti catholique.
Il fut agriculteur. Il fut élu à la Chambre des Représentants (1898-1921).

## sources
- Bio sur ODIS